# سیبری ۱۰۹۴
سیارک ۱۰۹۴ (به انگلیسی: 1094 Siberia، نامگذاری:1926CB) هزار و نود و چهارمین سیارک کشف شده‌است که در ۱۲ فوریه ۱۹۲۶ و در رصدخانه سایمیز کشف شد.
قدر مطلق سیارک برابر ۱۱٫۹۰ است.